# Palesisa nudioculata
Palesisa nudioculata là một loài ruồi trong họ Tachinidae.